# Marie Šmídová
Marie Šmídová, geborene Schmiedtová, verheiratete Miková (* 19. April 1907 in Prag; † nach 1963 ebenda) war eine tschechoslowakische Tischtennisspielerin. Zu Beginn ihrer sportlichen Laufbahn trat sie unter dem Pseudonym Marie Masáková an und erlangte unter diesem Namen als erste Spielerin des Landes, die an internationalen Wettbewerben teilnahm, Bekanntheit. Sie wurde 1935 und 1936 jeweils mit der Mannschaft Weltmeisterin sowie 1936 zudem im Doppel.

## Werdegang
Marie Schmiedtová wurde als Tochter von Václav Schmiedt und seiner Frau Matylda, geborene Besserová geboren und wuchs in Prag auf. Ihre sportlichen Aktivitäten begann sie zu einer Zeit, als Sport noch als Männerdomäne und als unschicklich für Damen galt. Aus diesem Grunde gebrauchte ein Großteil der ersten Sportlerinnen Pseudonyme; so auch Marie Schmiedtová, die als Marie Masáková antrat. Zugleich missfiel ihr der deutschstämmige Familienname Schmiedtová; sie ließ ihn in der zweiten Hälfte der 1920er Jahre in Šmídová tschechisieren. 
Anfänglich beim SK Čechie Staré Město und später beim SK Smíchov war sie in mehreren Sportarten aktiv. Im Böhmischen Handball (Národní házená) spielte sie in der Nationalmannschaft. Als Fußballspielerin war Marie Masáková in der Mannschaft der Tramps der Spojené osady Údolí slunce an der Sázava aktiv. Mitte der 1920er Jahre gehörte sie neben ihrer Mannschaftskameradin beim SK Smíchov, Marie Mejzlíková, zu den besten tschechoslowakischen Diskuswerferinnen. Bis 1933 spielte sie für den SK Smíchov Böhmischen Handball. Nachdem sie im Spiel gegen Viktoria Žižkov nach einem Zusammenprall mit einer Gegenspielerin bewusstlos ins Krankenhaus eingeliefert werden musste, gab sie den Handballsport auf und widmete sich ausschließlich dem Tischtennis.
1928 begann Marie Šmídová bei Viktoria Vinohrady mit dem Tischtennisspiel. Bereits ein Jahr später nahm sie als Marie Masáková im Januar 1929 erstmals an einer Tischtennisweltmeisterschaft teil. Die einzige tschechoslowakische Starterin besiegte zunächst Marjorie Haydon, die Mutter von Ann Haydon-Jones, mit 3:1 und schied in der zweiten Runde gegen Magda Gál mit dem gleichen Resultat aus. Im Doppel mit der Deutschen Ingeborg Carnatz schied sie in der ersten Runde gegen die Ungarinnen Magda Gál/Ilona Zador mit 0:3 aus. Im Mixed scheiterte sie nach einem Freilos in der 1. Runde zusammen mit Antonín Maleček in der 2. Runde an den Ungarn Zoltán Mechlovits/Mária Mednyánszky. Bei der Internationalen englischen Meisterschaft, an der jedoch die dominierenden Ungarn und Österreicher nicht teilnahmen, setzte sie sich am 26. und 27. April 1929 gegen die Spielerinnen Moser, Sommerwill sowie Wood durch und besiegte im Finale Winifred Land mit 3:1. Mit Maleček siegte sie auch im Mixed.
Zwischen 1928 und 1932 war Šmídová fünfmal hintereinander tschechoslowakische Landesmeisterin in Dameneinzel. In dieser Zeit besiegte sie bei Turnieren in Starý Smokovec und Piešťany die als unschlagbar geltende Weltmeisterin Maria Mednyanszky dreimal mit 3:2, 3:1 und 3:0. Im Jahre 1930 wechselte sie von Viktoria Vinohrady zu Sparta Prag. Bei der WM 1930 in Berlin besiegte Šmídová-Masáková zunächst Magda Gál und die Deutsche Deutelmoser, bevor sie im Viertelfinale der Österreicherin Josefine Kolbe unterlag. Im Doppel schied sie  mit Astrid Krebsbach im Viertelfinale gegen die Österreicherinnen Josefine Kolbe/Etta Neumann aus. 1931 gewann sie bei der Weltmeisterschaft in Budapest im Doppel mit Mona Müller-Rüster Bronze und schied im Halbfinale gegen die Ungarinnen Magda Gál/Lili Tiszai-Tenne mit 2:3 aus. Im Einzel unterlag sie gegen Magda Gál in der 2. Runde mit 0:3. Zusammen mit Bedřich Nikodém schied sie im Mixed mit 1:3 gegen die Ungarn Sándor Glancz/Magda Gál im Viertelfinale aus. Bei der Weltmeisterschaft 1932 im heimischen Smíchov war sie mit drei Medaillen erfolgreich. Im Einzel unterlag sie der Ungarin Maria Mednyanszky im Halbfinale mit 1:3. Eine weitere Bronzemedaille gewann sie im Mixed mit Jaroslav Jílek. Im Doppel mit Anna Braunová besiegte sie Anita Denker/Magda Gál mit 3:1 und unterlag im Finale gegen Maria Mednyanszky/Anna Sipos mit 0:3.
Nachdem mit dem Corbillon-Cup ab 1934 erstmals ein Mannschaftswettbewerb der Damen ausgetragen wurde, gewannen die Tschechinnen Jožka Veselská, Marie Šmídová und Marie Kettnerová im ersten Jahr Bronze. 1935 gewannen Marie Šmídová, Marie Kettnerová, Gertrude Kleinová im Wembley den Cup. Im selben Jahre wechselte sie von Sparta zu den Bohemians Prag. Bei der WM 1936 im heimischen Prag konnten Kettnerová, Kleinová, Šmídová und Votrubcová erneut den Corbillon-Cup gewinnen. Bereits 1936 trennte sich die Šmídová wieder von den Bohemians und trat SK Zaměstnanci města Prahy (Sportclub der städtischen Angestellten in Prag) bei. Von 1929 bis 1936 nahm Marie Šmídová an acht Weltmeisterschaften teil und gewann dabei 14 Medaillen. Nach der wenig erfolgreichen Saison 1937/1938 beendete die Šmídová 1938 ihre aktive sportliche Laufbahn. Danach spielte sie nur noch im Saal des Gasthauses U Menšíků.
In der ITTF-Weltrangliste wurde sie 1932 auf Platz drei geführt.
Am 17. Dezember 1932 heiratete Marie Šmídová den Prager Versicherungsangestellten Ladislav Mika. Er war auch Musiker und Mitglied der Tramp-Gruppe Lišáci, die in den 1950er Jahren den Hit Holohlavý všetečka měl na Brdech dědečka veröffentlichte. Die Ehe blieb kinderlos und wurde 1937 wieder geschieden. Seit 1938 betrieb Šmídová-Miková ein Geschäft für Kinderschuhe. Zusammen mit Jožka Veselská pachtete sie nach dem Zweiten Weltkrieg die Gaststätte U Menšíků in Nusle, in deren Saal sie gelegentlich noch Tischtennis spielte. Mit ihrer Lebensgefährtin Jožka Veselská bewohnte sie unweit der Gaststätte eine gemeinsame Wohnung. Letztmals öffentlich gesehen wurde Šmídová als Gast bei der Tischtennisweltmeisterschaft 1963. Nach Aussage von Veselskás Neffen verstarb sie Mitte der 1960er Jahre an Krebs.
Marie Šmídová-Miková geriet seit dem Ende der 1960er Jahre zunehmend in Vergessenheit. Bei der Herausgabe des Buches 80 let čs. stolního tenisu war über ihr Leben so gut wie nichts bekannt, nicht einmal ihre Lebensdaten konnten ermittelt werden.

## Turnierergebnisse
| Verband | Veranstaltung     | Jahr | Ort      | Land | Einzel        | Doppel        | Mixed         | Team |
| ------- | ----------------- | ---- | -------- | ---- | ------------- | ------------- | ------------- | ---- |
| TCH     | Weltmeisterschaft | 1936 | Prag     | TCH  | Halbfinale    | Gold          | Halbfinale    | 1    |
| TCH     | Weltmeisterschaft | 1935 | Wembley  | ENG  | Halbfinale    | Silber        | Viertelfinale | 1    |
| TCH     | Weltmeisterschaft | 1934 | Paris    | FRA  | Viertelfinale | Halbfinale    | Halbfinale    | 3    |
| TCH     | Weltmeisterschaft | 1933 | Baden    | AUT  | Viertelfinale | Qual          | Viertelfinale |      |
| TCH     | Weltmeisterschaft | 1932 | Prag     | TCH  | Halbfinale    | Silber        | Halbfinale    |      |
| TCH     | Weltmeisterschaft | 1931 | Budapest | HUN  | Viertelfinale | Halbfinale    | Viertelfinale |      |
| TCH     | Weltmeisterschaft | 1930 | Berlin   | FRG  | Viertelfinale | Viertelfinale | letzte 16     |      |
| TCH     | Weltmeisterschaft | 1929 | Budapest | HUN  | letzte 16     | letzte 16     | letzte 16     |      |